# Hernán Condori
Hernán Condori, né à Santiago dans la province de Cuzco le 22 décembre 1966, est un chirurgien et homme politique péruvien.
Il est ministre de la Santé dans le quatrième gouvernement du président de la République Pedro Castillo entre le 8 février et 3 avril 2022.

## Biographie

### Parcours professionnel
Hernán Condori est né à Santiago, dans le département de Cusco, le 14 octobre 1958.
Condori est diplômé de l'Université nationale Federico Villarreal (es) et devient chirurgien.
Entre 2011 et 2015, il est directeur exécutif du Chanchamayo Health Network.
En janvier 2020, il est nommé directeur de la santé du gouvernement régional de Junín pendant six jours.

### Parcours politique

#### Militant de Perou libre
Lors de son parcours professionnel, il rencontre le dirigeant Vladimir Cerrón et devient militant du parti Pérou libre. Il s'est notamment présenté à deux fois pour être maire de Perené. 
La première fois, il était candidat en 2006 avec l'Alliance révolutionnaire moralisatrice intégrationniste, et la seconde fois en 2010 avec le Mouvement politique régional de Pérou libre.

#### Ministre de la Santé
Hernán Condori est nommé ministre de la Santé dans le quatrième gouvernement du président de la République Pedro Castillo le 8 février 2022.
Hernán Condori, est critiqué pour sa pratique de la médecine et de promotions de produits pharmaceutique comme l'eau cluster, le Collège médical du Pérou demandant sa démission.
Sa nomination provoque une crise au sein du ministère de la Santé, entrainant la démission du vice-ministre de la Santé publique, Gustavo Rosell, et de cinq conseillers. Le même jour, en raison des polémiques, le Parti violet présente une motion afin de convoquer le ministre au Congrès.
Le 31 mars 2022, une motion de censure contre le ministre de la Santé Hernán Condori est débattue en séance plénière au Congrès de la République. À l'issue du débat, le ministre est censuré avec 71 voix pour, 32 contre et 13 abstentions. Celle-ci intervient en raison d'une mauvaise gestion de la crise de la Covid-19 par le ministre Condori et différentes polémiques autour de son passé professionnel.
Le 7 avril 2022, Jorge López Peña prête serment en tant que ministre de la Santé, il était jusqu'alors le vice-ministre d'Hernán Condori.
Le 16 avril 2022, il est nommé conseiller à la Direction des réseaux de santé intégrés (DIRIS) de l'Est de Lima du ministère de la Santé, mais il démissionne quatre jours après, en raison d'une polémique quant à sa nomination. 
Le ministre censuré accuse la presse d'avoir créer la polémique, évoquant qu'il peut être censuré mais peut redevenir fonctionnaire. À la suite de sa démission, il affirme retourner à ses fonctions de médecin.